# Toby Petersen
Toby Petersen (né le 27 octobre 1978 à Minneapolis, dans le Minnesota aux États-Unis) est un joueur professionnel retraité de hockey sur glace évoluant au poste d'ailier droit.

## Biographie
Durant son séjour avec les Tigers de Colorado College dans le championnat universitaire de la NCAA, Petersen a été choisi par les Penguins de Pittsburgh au 244e rang du repêchage d'entrée dans la LNH 1998.
Il devient professionnel lors de la saison 2000-2001 en jouant avec les Penguins de Wilkes-Barre/Scranton, franchise associée à l'équipe de Pittsburgh dans la Ligue américaine de hockey et parviennt à se rendre en finale de la Coupe Calder mais s'inclinent 4 matchs à 2 face aux Flames de Saint-Jean. Il joua même douze parties avec les Penguins de Pittsburgh durant cette saison et la saison suivante, il se taille un poste permanent avec l'équipe en jouant 79 des 82 parties et le 16 octobre 2001, il inscrit son premier coup du chapeau en marquant trois buts contre les Sénateurs d'Ottawa. Il jouera toutefois dans la Ligue américaine lors de ses deux prochaines saisons.
Petersen a été diagnostiqué du diabète de type 1 à l'âge de cinq ans et doit une pompe à insuline durant ses parties.
En 2004, il signe un contrat avec les Oilers d'Edmonton et passe toute sa saison avec les Roadrunners d'Edmonton. Lors des séries éliminatoires de la Coupe Stanley en 2006, Petersen prend part à deux matchs et marqua un but lors du troisième match de la série opposant les Oilers aux Mighty Ducks d'Anaheim lors de la finale d'association de l'Ouest.
Le 6 juillet 2007, il signe un contrat d'un an avec les Stars de Dallas et passe la majortié de la saison 2007-2008 dans la LAH avec les Stars de l'Iowa. Ainsi, il participe aux Matchs des étoiles de la LAH et lors du concours d'habiletés, il est le patineur le plus rapide avec 14,001 secondes. Lors du match, il inscrit trois points et marque un but sur le premier tir de pénalité dans l'histoire de la LAH lors d'un match des étoiles. Avec les Stars de Dallas, il joue huit matchs et lors des séries éliminatoires de 2008, il joue 16 des 18 matchs de l'équipe qui se rendirent jusqu'en finale d'association.
Le 19 juin 2014, après avoir remporté la Coupe Calder avec les Stars du Texas, il annonce son retrait de la compétition.

## Statistiques
| Saison     | Équipe                     | Ligue      |     | Saison régulière | Saison régulière | Saison régulière | Saison régulière | Saison régulière |    | Séries éliminatoires | Séries éliminatoires | Séries éliminatoires | Séries éliminatoires | Séries éliminatoires |
| Saison     | Équipe                     | Ligue      | PJ  | B                | A                | Pts              | Pun              | PJ               | B  | A                    | Pts                  | Pun                  |                      |                      |
| 1996-1997  | Tigers de Colorado College | NCAA       | 40  | 17               | 21               | 38               | 18               | -                | -  | -                    | -                    | -                    |                      |                      |
| 1997-1998  | Tigers de Colorado College | NCAA       | 40  | 16               | 17               | 33               | 34               | -                | -  | -                    | -                    | -                    |                      |                      |
| 1998-1999  | Tigers de Colorado College | NCAA       | 21  | 12               | 12               | 24               | 2                | -                | -  | -                    | -                    | -                    |                      |                      |
| 1999-2000  | Tigers de Colorado College | NCAA       | 37  | 14               | 19               | 33               | 8                | -                | -  | -                    | -                    | -                    |                      |                      |
| 2000-2001  | Penguins de WBS            | LAH        | 73  | 26               | 41               | 67               | 22               | 21               | 7  | 6                    | 13                   | 4                    |                      |                      |
| 2000-2001  | Penguins de Pittsburgh     | LNH        | 12  | 2                | 6                | 8                | 4                | -                | -  | -                    | -                    | -                    |                      |                      |
| 2001-2002  | Penguins de Pittsburgh     | LNH        | 79  | 8                | 10               | 18               | 4                | -                | -  | -                    | -                    | -                    |                      |                      |
| 2002-2003  | Penguins de WBS            | LAH        | 80  | 31               | 35               | 66               | 24               | 6                | 1  | 3                    | 4                    | 4                    |                      |                      |
| 2003-2004  | Penguins de WBS            | LAH        | 62  | 15               | 29               | 44               | 4                | 21               | 2  | 10                   | 12                   | 12                   |                      |                      |
| 2004-2005  | Roadrunners d'Edmonton     | LAH        | 78  | 14               | 15               | 29               | 21               | -                | -  | -                    | -                    | -                    |                      |                      |
| 2005-2006  | Stars de l'Iowa            | LAH        | 79  | 26               | 47               | 73               | 48               | 7                | 2  | 4                    | 6                    | 2                    |                      |                      |
| 2005-2006  | Oilers d'Edmonton          | LNH        | -   | -                | -                | -                | -                | 2                | 1  | 0                    | 1                    | 0                    |                      |                      |
| 2006-2007  | Stars de l'Iowa            | LAH        | 7   | 2                | 6                | 8                | 0                | -                | -  | -                    | -                    | -                    |                      |                      |
| 2006-2007  | Oilers d'Edmonton          | LNH        | 64  | 6                | 9                | 15               | 4                | -                | -  | -                    | -                    | -                    |                      |                      |
| 2007-2008  | Stars de l'Iowa            | LAH        | 63  | 21               | 30               | 51               | 24               | -                | -  | -                    | -                    | -                    |                      |                      |
| 2007-2008  | Stars de Dallas            | LNH        | 8   | 0                | 3                | 3                | 4                | 16               | 0  | 0                    | 0                    | 2                    |                      |                      |
| 2008-2009  | Stars de Dallas            | LNH        | 57  | 4                | 7                | 11               | 14               | -                | -  | -                    | -                    | -                    |                      |                      |
| 2009-2010  | Stars de Dallas            | LNH        | 78  | 9                | 6                | 15               | 6                | -                | -  | -                    | -                    | -                    |                      |                      |
| 2010-2011  | Stars de Dallas            | LNH        | 60  | 2                | 4                | 6                | 8                | -                | -  | -                    | -                    | -                    |                      |                      |
| 2010-2011  | Stars du Texas             | LAH        | 1   | 0                | 1                | 1                | 2                | -                | -  | -                    | -                    | -                    |                      |                      |
| 2011-2012  | Stars de Dallas            | LNH        | 39  | 2                | 3                | 5                | 6                | -                | -  | -                    | -                    | -                    |                      |                      |
| 2012-2013  | Stars de Dallas            | LNH        | 1   | 0                | 0                | 0                | 0                | -                | -  | -                    | -                    | -                    |                      |                      |
| 2012-2013  | Stars du Texas             | LAH        | 74  | 8                | 16               | 24               | 6                | 9                | 0  | 0                    | 0                    | 2                    |                      |                      |
| 2013-2014  | Stars du Texas             | LAH        | 31  | 5                | 6                | 11               | 6                | 7                | 0  | 1                    | 1                    | 0                    |                      |                      |
| Totaux LNH | Totaux LNH                 | Totaux LNH | 398 | 33               | 48               | 81               | 50               | 18               | 1  | 0                    | 1                    | 2                    |                      |                      |
| Totaux LAH | Totaux LAH                 | Totaux LAH | 548 | 148              | 226              | 374              | 157              | 71               | 12 | 24                   | 36                   | 24                   |                      |                      |

## Récompense et honneurs personnels
- 2000-2001 : équipe d'étoiles des recures de la LAH.
- 2007-2008 : participe aux Matchs des étoiles de la LAH.